# ワープステーション江戸
ワープステーション江戸（ワープステーションえど）は、日本の茨城県つくばみらい市に存在する時代劇映像作品等のロケ施設で、同市立歴史公園に隣接する。かつてはテーマパークとして有料一般公開されていたが、2020年3月31日で終了となった。現在は、撮影専用施設として営業。

## 概要
2000年に「歴史公園ワープステーション江戸」の名称で、テーマパークとして開園。茨城県と筑波郡伊奈町が出資した運営会社「株式会社メディアパークつくば」によって運営されていたが、2年後に8億円の負債を抱えて経営破綻。その後、運営を大新東グループに委託後、茨城県開発公社が所有し、主にロケ地・撮影施設として活用。しかし、その後も赤字が続いているため、2007年4月1日-2010年3月31日までの契約で、NHK関連会社のNHKエンタープライズにロケ事業の運営を委託。しかし、赤字解消の見込みが立たず2012年4月1日付けで、同社に売却された。
現在ではテーマパークではなく、映画やテレビの「ロケ施設」として機能している。時代劇向けには、江戸時代の商家や長屋、お濠や太鼓橋のほか戦国時代の城門などが整備されている。大河ドラマ『真田丸』の上田城の戦いがここで撮影された。
2018年、大正・昭和初期の景観を中心とした近現代エリアが完成、同時に広さ150坪の簡易スタジオも整備。この新エリアでは鉄筋ビル9棟をはじめとした建物などの恒久建築物のほかに市街地を一周する路面電車の軌道敷や二軸古典電車のレプリカも用意され、この車両を実際に走行させることも可能である。この新エリアでは2019年度の大河ドラマ『いだてん〜東京オリムピック噺〜』の収録も行われた。

## 主な撮影実績
- NHK大河ドラマ
  - 『葵 徳川三代』『武蔵 MUSASHI』『新選組!』『義経』『功名が辻』『篤姫』『龍馬伝』『江〜姫たちの戦国〜』『八重の桜』『軍師官兵衛』『花燃ゆ』『真田丸』『西郷どん』『いだてん〜東京オリムピック噺〜』『青天を衝け』『光る君へ』『べらぼう〜蔦重栄華乃夢噺〜』
- NHK連続テレビ小説
  - 『ゲゲゲの女房』『とと姉ちゃん』『エール』『らんまん』『虎に翼』[6]『あんぱん』
- NHKスペシャルドラマ
  - 『坂の上の雲』
- NHK特選!時代劇
  - 『茂七の事件簿 ふしぎ草紙』『人情とどけます〜江戸・娘飛脚〜』『ゆうれい、貸します〜お染・恋の七変化〜』『蝉しぐれ』『慶次郎縁側日記』『柳生十兵衛七番勝負』『次郎長背負い富士』『秘太刀 馬の骨』『新・御宿かわせみ』『アシガール』
- 民放ドラマ
  - 『JIN-仁-』『妖怪人間ベム』『名探偵コナン』『金田一耕助VS明智小五郎』『天皇の料理番』『サムライせんせい』『ルパンの娘』
- 映画
  - 『劇場版TRICK 霊能力者バトルロイヤル』『永遠の0』『るろうに剣心』『信長協奏曲』『銀魂』『あの花が咲く丘で、君とまた出会えたら。』[7]

## 交通
- 首都圏新都市鉄道つくばエクスプレスみらい平駅より
  - つくばみらい市コミュニティバス「みらい号」地区間南ルート「ワープステーション江戸前」停留所